# Primera División 1937 (Argentina)
La Primera División 1937 è stata la settima edizione del massimo torneo calcistico argentino e la settima ad essere disputata con la formula del girone unico.

## Classifica
| Pos | Club                             | G  | V  | N | S  | GF  | GS  | P  |
| 1   | River Plate                      | 34 | 27 | 4 | 3  | 106 | 43  | 58 |
| 2   | Independiente                    | 34 | 25 | 2 | 7  | 106 | 54  | 52 |
| 3   | Boca Juniors                     | 34 | 20 | 5 | 9  | 101 | 57  | 45 |
| 4   | Racing Club de Avellaneda        | 34 | 16 | 8 | 10 | 87  | 65  | 40 |
| 4   | Vélez Sársfield                  | 34 | 18 | 4 | 12 | 63  | 58  | 40 |
| 6   | San Lorenzo de Almagro           | 34 | 15 | 9 | 10 | 70  | 62  | 39 |
| 7   | Huracán                          | 34 | 17 | 4 | 13 | 82  | 62  | 38 |
| 8   | Gimnasia y Esgrima La Plata      | 34 | 16 | 5 | 13 | 68  | 60  | 37 |
| 9   | Ferro Carril Oeste               | 34 | 15 | 5 | 14 | 78  | 79  | 35 |
| 10  | Estudiantes de La Plata          | 34 | 13 | 8 | 13 | 63  | 64  | 34 |
| 11  | Atlanta                          | 34 | 12 | 7 | 15 | 61  | 66  | 31 |
| 11  | Platense                         | 34 | 12 | 7 | 15 | 61  | 67  | 31 |
| 11  | Lanús                            | 34 | 13 | 5 | 16 | 68  | 79  | 31 |
| 14  | Chacarita Juniors                | 34 | 10 | 9 | 15 | 63  | 76  | 29 |
| 15  | Talleres de Remedios de Escalada | 34 | 10 | 6 | 18 | 60  | 88  | 26 |
| 16  | Tigre                            | 34 | 11 | 3 | 20 | 62  | 84  | 25 |
| 17  | Argentinos Juniors               | 34 | 4  | 3 | 27 | 44  | 111 | 11 |
| 18  | Quilmes                          | 34 | 3  | 4 | 27 | 42  | 110 | 10 |

### Classifica marcatori
|  | Gol | Marcatore     | Squadra       |
|  | --- | ------------- | ------------- |
|  | 47  | Arsenio Erico | Independiente |